# Концертная симфония для органа с оркестром (Йонген)
Концертная симфония для органа с оркестром Op. 81 — произведение Жозефа Йонгена для органа и симфонического оркестра, написанное в 1926 году.

## История создания
Симфония была написана по заказу американского магната Родмена Уонамейкера для инаугурации (после реконструкции и расширения) органа Уонамейкера, крупнейшего органа в мире, расположенного в принадлежавшем Уонамейкеру торговом центре в Филадельфии; Йонген должен был сам исполнить партию солиста на торжественном концерте в начале 1928 года, однако реконструкция затянулась, а в марте Уонамейкер умер, и инаугурационный концерт был отменён. В феврале 1928 года Йонген исполнил своё произведение в Брюсселе; американская премьера состоялась в 1935 году в Карнеги-холле.

## Структура
Произведение состоит из четырёх частей:
1. Allegro, molto moderato
2. Divertimento: Molto vivo
3. Molto Lento. Lento, misterioso
4. Toccata (Moto Perpetuo): Allegro moderato

Общая продолжительность около 35 минут.

## Критика
Как отмечал Эжен Изаи, присутствовавший на премьере, в своём письме к композитору, «роль, которую Вы отвели Королю инструментов, ничем не ограничена: <…> это действительной „второй оркестр“, который обогащает первый». По мнению одного из современных критиков,

эта стилистически экстравагантная музыка обручает импрессионистическую оркестровку с неоромантическим чувством гармонии, временами (особенно в запоминающейся медленной части) напоминая мессиановскую свободу в трактовке тональности. Вещь превосходно структурирована, контрапункт первой части (напоминающий о том, что Йонген одно время был профессором фуги в Брюссельской консерватории) переходит в обаятельный и изящный дивертисмент, своими мелодическими очертаниями близкий Равелю.

Другие критики отмечают в органной партии преемственность по отношению к строгой композиционной логике Сезара Франка и Шарля Мари Видора; указывалось также, что предшественницей работы Йонгена была Симфоническая фантазия для органа с оркестром Франсуа Жозефа Фети.

## Основные записи
- Вирджил Фокс, оркестр Парижской оперы под управлением Жоржа Претра
- Майкл Мюррей, Симфонический оркестр Сан-Франциско под управлением Эдо де Ваарта
- Патрик Уэдд, Филармонический оркестр Калгари под управлением Марио Бернарди
- Жан Гийю, Далласский симфонический оркестр под управлением Эдуардо Мата
- Франц Хаук, Ингольштадтский филармонический оркестр под управлением Альфредо Ибарра
- Оливье Латри, Льежский филармонический оркестр под управлением Паскаля Рофе